# Òrbita
|  | Per a altres significats, vegeu «Òrbita ocular». |

Un satèl·lit orbitant la Terra té una velocitat tangent i una acceleració cap endins.

Dos cossos de diferent massa orbitant un baricentre comú. Les mides relatives i el tipus d'òrbita són similars al sistema Plutó-Caront.

En física, l'òrbita és el camí que un objecte recorre a l'espai al voltant d'un altre objecte, sota la influència d'una força centrípeta. En particular, especialment en les ciències de l'espai (astronomia, astrofísica i astronàutica), hom s'acostuma a referir als camins recorreguts pels cossos celestes sota influència de la gravetat.
Dos cossos en mútua atracció gravitatòria descriuen òrbites el·líptiques, parabòliques o hiperbòliques seguint les lleis de Kepler, que es poden derivar a partir de la llei de la gravitació de Newton.

## Forma de l'òrbita
La majoria dels cossos celestes segueix una òrbita al voltant d'un altre cos molt més massiu. En una primera aproximació, es pot considerar que el cos en òrbita es troba sotmès únicament a la gravetat del cos al voltant del qual orbita. En aquesta situació, l'òrbita pren la forma d'una corba cònica (és a dir una el·lipse, una paràbola o una hipèrbola), situant-se el cos massiu en un dels focus de la corba.
Això és una conseqüència matemàtica del fet que l'atracció gravitatòria entre dos cossos és proporcional a la inversa del quadrat de la distància que els separa.
El fet de presentar l'una o l'altra d'aquestes formes depèn de l'energia orbital específica del cos en òrbita. Aquesta quantitat representa l'energia mecànica per unitat de massa del cos (és a dir, la suma de la seva energia cinètica i la seva energia potencial). L'energia orbital és constant durant tota l'òrbita i s'expressa com:
{\displaystyle K={\frac {V^{2}}{2}}-{\frac {\mu }{r}}}
On:
- K és l'energia orbital
- V és la velocitat del cos en òrbita (en mòdul)
- µ és la constant gravitacional del cos massiu al voltant del qual s'està orbitant. És igual al producte de la constant de la gravitació universal (G) amb la massa d'aquest cos (M), és a dir:

{\displaystyle \mu =G\cdot M}
En el cas de la Terra µ val 398.600 km³/s²
- i r és la distància entre els dos cossos

La forma de l'òrbita està determinada per l'energia orbital. Si l'energia orbital és negativa (K<0) l'òrbita serà el·líptica, si és nul·la (K=0) l'òrbita serà parabòlica i si és positiva (K>0) l'òrbita serà hiperbòlica.
En el sistema solar la immensa majoria dels cossos segueixen òrbites el·líptiques. Només uns pocs segueixen òrbites hiperbòliques i en aquest cas acostumen a ser cometes o sondes artificials. Les òrbites parabòliques constitueixen un cas al límit i com a tal només existeixen teòricament. A la realitat, un cos en una òrbita parabòlica estarà sotmès a pertorbacions que faran que l'òrbita esdevingui el·líptica o hiperbòlica.

### Òrbita el·líptica

Animació mostrant el moviment d'un cos (verd) en òrbita el·líptica d'excentricitat 0.7 al voltant d'un cos central (blau). També es mostren el radi del periàpside (r_{p}) i el radi del apoàpside (r_{a}).

Si l'energia orbital és negativa, l'òrbita pren la forma d'una el·lipse, amb el cos massiu situat sobre un dels seus focus. Pel fet de ser una corba tancada, el moviment d'un cos en una òrbita el·líptica és periòdic (es repeteix cíclicament). El temps que el cos en òrbita triga a recórrer l'òrbita completa s'anomena període de revolució o període de l'òrbita. Està definit per l'expressió següent:
{\displaystyle T=2\pi {\sqrt {\frac {a^{3}}{\mu }}}}
On a és el semieix major de l'òrbita. Dos altres paràmetres importants per aquest tipus d'òrbita són el radi de l'apoàpside i el radi del periàpside:
- el radi de l'apoàpside és la distància entre el centre del cos al voltant del qual s'està orbitant i el punt més allunyat de l'òrbita:

{\displaystyle r_{a}=a\cdot (1+e)}
- el radi del periàpside és la distància entre el centre del cos al voltant del qual s'està orbitant i el punt més proper de l'òrbita:

{\displaystyle r_{p}=a\cdot (1-e)}
On e és l'excentricitat de l'òrbita.
Les òrbites circulars (amb forma de cercle) són un tipus particular d'òrbites el·líptiques amb excentricitat nul·la (e=0).

### Òrbita parabòlica

Animació mostrant el moviment d'un cos (verd) en òrbita parabòlica al voltant d'un cos central (blau). També es mostra el radi del periàpside (r_{p}).

Si l'energia orbital és nul·la, l'òrbita pren la forma d'una paràbola, amb el cos massiu situat al focus d'aquesta. Es tracta d'una òrbita oberta, el cos en òrbita tendeix a allunyar-se indefinidament del cos central. En aquest tipus d'òrbita, el fet de tenir energia orbital nul·la es tradueix per un moviment del cos en òrbita sempre a la velocitat d'escapament corresponent a la posició a la que es troba. Una altra interpretació d'aquest fet és que el cos tindrà una velocitat nul·la en assolir l'infinit.
La forma d'una òrbita parabòlica es troba perfectament definida amb només un paràmetre, el radi del periàpside rp. La velocitat del cos en qualsevol punt d'una òrbita parabòlica es calcula fàcilment com:
{\displaystyle V={\sqrt {\frac {2\cdot \mu }{r}}}}

### Òrbita hiperbòlica

Animació mostrant el moviment d'un cos (verd) en òrbita hiperbòlica d'excentricitat 1.4 al voltant d'un cos central (blau). També es mostren el radi del periàpside (r_{p}) el semieix major (a) i l'angle de divergència (υ_{∞}).

Si l'energia orbital és positiva, l'òrbita pren la forma d'una hipèrbola, amb el cos massiu situat al focus d'aquesta. Com en el cas de l'òrbita parabòlica, es tracta d'una òrbita oberta, en la qual el cos orbital s'allunya indefinidament del cos central. A diferència d'aquesta, però, el cos orbital es mou sempre a una velocitat superior a la velocitat d'escapament. La velocitat tampoc s'anul·la a l'infinit, sinó que tendeix al valor següent:
{\displaystyle V_{\infty }={\sqrt {\frac {\mu }{a}}}}
De la mateixa manera que les òrbites el·líptiques, les òrbites hiperbòliques presenten un cert semieix major (a) i una certa excentricitat (e). Per a aquest tipus d'òrbita, són importants els paràmetres següents:
- el radi del periàpside, la distància entre el cos massiu al voltant del qual s'està orbitant i el punt de l'òrbita que li és més proper. Es troba amb l'expressió següent:

{\displaystyle r_{p}=a\cdot (e-1)}
- l'angle de divergència, l'angle que pren la trajectòria en allunyar-se del cos central. S'expressa com:

{\displaystyle \upsilon _{\infty }=-\arccos \left({\frac {1}{e}}\right)}

## Determinació de l'òrbita
En astronomia i astronàutica, un dels problemes principals en la pràctica d'aquestes ciències és conèixer precisament l'òrbita del cos que s'està estudiant. El coneixement de l'òrbita és necessari per determinar la posició present i futura del cos, i així poder trobar-lo entre la infinitat d'objectes presents a l'esfera celeste. També proporciona informació sobre la natura de l'objecte i la regió de l'espai de la qual prové. En astronàutica, l'òrbita del satèl·lit artificial o sonda interplanetària és un dels paràmetres més importants d'una missió espacial.
La posició d'un cos en una òrbita el·líptica (el tipus més comú) queda perfectament determinada per sis quantitats anomenades elements orbitals. Aquestes quantitats defineixen la forma de l'el·lipse i la seva posició i orientació a l'espai respecte a un sistema de referència amb origen situat al centre del cos central. Per exemple, els elements orbitals d'un cos que orbiti al voltant del Sol estaran definits respecte al centre del Sol, un cos que orbiti la Terra tindrà els elements orbitals referits respecte al centre de la Terra, etc.

Diagrama mostrant el elements orbitals d'una òrbita el·líptica al voltant del Sol. El pla de l'òrbita (P1) es mostra en blau cel i el pla de la eclíptica (P2) en verd.

Els elements orbitals d'una òrbita el·líptica que s'empren normalment són:
- el semieix major (a): defineix la mida de l'el·lipse.
- l'excentricitat (e): defineix la forma de l'el·lipse.
- la inclinació (i): es defineix com l'angle entre el pla de l'el·lipse i un pla definit pel sistema de referència. En el cas d'òrbites al voltant del Sol s'utilitza el pla de l'eclíptica com referència, alhora que per òrbites al voltant d'un planeta s'acostuma a emprar l'equador celeste d'aquest.
- la longitud del node ascendent (Ω): es defineix com l'angle entre el node ascendent de l'òrbita i el meridià de referència definit pel punt vernal.
- l'argument del periàpside (ω): es defineix com l'angle, mesurat dins del pla de l'òrbita, entre el node ascendent i el periàpside.
- l'anomalia mitjana (M): representa la posició dins l'òrbita del cos respecte al periàpside i correspon a la fracció del període orbital transcorregut des del darrer pas pel periàpside expressada com a angle. Només coincideix amb la posició angular del cos en el cas d'una òrbita circular (si bé en aquest cas no hi ha periàpside i mesuraríem l'angle des d'una direcció arbitrària).

Històricament, l'única manera de determinar l'òrbita d'un cos celeste era mesurar el seu moviment respecte als estels fixes. El temps necessari ha de ser prou llarg perquè el cos es mogui d'una manera apreciable per la volta celeste i es puguin acumular prou mesures per determinar els seus elements orbitals. Així, quantes més mesures s'hagin acumulat més precisa serà l'estimació de l'òrbita. Aquesta tasca, però, pot ser complicada per als cossos llunyans, que típicament es mouen a velocitats aparents força febles, i, en conseqüència, pot passar un cert temps entre el seu descobriment i la determinació de la seva òrbita.
El progrés tecnològic, per la seva banda, ha contribuït a millorar el coneixement de les òrbites dels cossos celestes. D'entrada, en els cossos artificials es pot utilitzar l'efecte Doppler de les seves emissions de ràdio per poder conèixer la velocitat radial de l'objecte respecte a la Terra, informació que facilita molt la determinació de l'òrbita. A més, en el cas dels satèl·lits artificials en òrbita baixa es poden utilitzar mitjans de radiolocalització precisos per conèixer l'òrbita del satèl·lit (com per exemple el GPS). En els cossos naturals propers s'han utilitzat els sistemes de detecció per ones de ràdio (Radar) o llum (Lidar) per mesurar les seves òrbites. El cas més conegut és la mesura de l'òrbita de la Lluna per làser gràcies als miralls que els astronautes del programa Apollo hi van deixar en el transcurs de les seves missions lunars.

### Pertorbacions orbitals
Cal no oblidar, però, que l'òrbita d'un cos no pot ser coneguda amb precisió infinita. Considerar l'òrbita com el·líptica i calcular els seus elements orbitals és una aproximació vàlida en la majoria de casos, però estem oblidant que l'atracció gravitatòria del cos central no és l'única força que actua sobre el cos en òrbita. Les altres forces (anomenades pertorbacions) modifiquen la forma de l'òrbita, de manera que aquesta deixa de pertànyer a una de les tres categories citades anteriorment (el·lipse, paràbola o hipèrbola).
En part perquè la força de les pertorbacions no es coneix perfectament, en part perquè el moviment orbital pot ser força complex (fins i tot pot arribar a ser caòtic), la posició futura del cos en òrbita no es pot predir amb exactitud a llarg termini. Això s'aplica especialment als cossos petits (asteroides, cometes, satèl·lits artificials) que com que tenen menys inèrcia es veuen més afectats per les pertorbacions.
La natura de les diverses pertorbacions pot ser força variada, aquí només citarem les més conegudes:
- La gravetat d'altres cossos celestes: És la pertorbació dominant en el sistema solar, on la gravetat dels planetes influencia l'òrbita al voltant del Sol dels cossos petits i dels mateixos planetes entre si. El moviment de dos cossos sota la influència de la gravetat mútua es pot predir amb facilitat, però el moviment mutu de tres i més cossos és un problema matemàtic irresoluble. En el cas del sistema solar, la posició dels cossos no es pot predir amb exactitud després d'un temps encara que es conegui la posició actual dels planetes entre si, i fins i tot en el cossos petits el moviment pot ser caòtic.
- La fricció atmosfèrica: Afecta els cossos en òrbita pròxima al voltant de planetes (en general, només els satèl·lits artificials). El fregament disminueix l'energia de l'òrbita, disminuint el seu radi fins que el cos en òrbita acaba precipitant-se contra la superfície del cos central.
- La forma del cos central: En els satèl·lits que orbiten en òrbites pròximes al cos central, el fet que aquest no sigui una esfera perfecta fa que la seva atracció gravitatòria sigui irregular al llarg de l'orbita, deformant aquesta.
- La pressió de radiació solar: Conformement a les lleis de la mecànica quàntica, la radiació solar (llum i partícules) exerceix una força suficient per pertorbar les òrbites dels cossos petits.

## Òrbites dels cossos naturals
Al sistema solar, la majoria dels cossos celestes segueix òrbites aproximadament el·líptiques, ja sigui al voltant del Sol o dels planetes. L'excepció principal són els cometes, que poden presentar òrbites el·líptiques, quasi parabòliques o fins i tot hiperbòliques. Cada tipus de cos del sistema solar (planeta, satèl·lit, asteroide…) presenta òrbites de certes característiques:
- Òrbites dels planetes: Els planetes segueixen òrbites el·líptiques al voltant del Sol de baixa excentricitat i inclinació, és a dir òrbites aproximadament circulars i properes al pla de l'eclíptica. El planeta amb una òrbita més excèntrica i inclinada és Mercuri (e=0.21,i=7°), seguit per Mart pel que fa a l'excentricitat (e=0.09) i Venus pel que fa a la inclinació (i=3.4°). Els planetes orbiten el Sol a distàncies d'entre 0.39 ua (Mercuri) i 30 ua (Neptú a l'afeli). Aquestes distàncies es donen en unitats astronòmiques que corresponen al radi mitjà de la distància Terra-Sol, 150 milions de km. Un altre punt important és que tots els planetes es mouen en el mateix sentit al voltant del Sol, en sentit contrari a les agulles del rellotge.

- Òrbites dels asteroides: Els asteroides posseïxen òrbites el·líptiques, però amb una gran diversitat quant als seus elements orbitals. Existeixen asteroides de tota classe d'inclinació, excentricitat i semieix major, però la majoria orbiten a l'interior del cinturó d'asteroides. En aquesta regió, situada entre les òrbites de Mart i Júpiter (entre 2.1 i 3.3 ua) es concentra el 90% dels asteroides del sistema solar. Sent com són cossos en general petits, les seves òrbites es veuen força pertorbades per la gravetat dels planetes, especialment per la de Júpiter. Un grup d'asteroides, els asteroides troians comparteixen òrbita amb aquest planeta i estan situats a les posicions d'equilibri constituïdes pels punts de Lagrange L₄ i L₅ (a +60° i -60° d'anomalia). També es coneixen asteroides troians, encara que en nombre molt més reduït, dels planetes Mart i Neptú.

- Òrbites dels satèl·lits: Els grans satèl·lits naturals orbiten al voltant dels planetes en òrbites el·líptiques, de forma aproximadament circular i properes al pla de l'equador del planeta. Aquest és el cas dels grans satèl·lits dels planetes exteriors (Júpiter, Saturn, Urà i Neptú). Existeixen, però, algunes excepcions notables. Les òrbites de la Lluna i Tritó (satèl·lit de Neptú) són més properes al pla de l'eclíptica que al pla de l'equador del planeta. Aquest últim també presenta una òrbita retrògrada (moviment en sentit contrari a la rotació del planeta), per la qual cosa es pensa que Tritó és un cos capturat per la gravetat de Neptú posteriorment a la seva formació. Febe (satèl·lit de Saturn) també té una òrbita retrograda que es creu deguda la captura gravitacional d'aquest cos per Saturn. Els satèl·lits petits presenten més varietat en les seves òrbites, que poden ser més excèntriques. En els planetes exteriors és comú trobar satèl·lits de petita mida que comparteixen la mateixa òrbita (satèl·lits coorbitals) i que es mantenen als punts de Lagrange (L₄ i L₅) respectius. També és comú trobar òrbites retrògrades. Caront, un dels satèl·lits de Plutó, és tan gran que forma un planeta doble amb el seu primari. Els dos astres orbiten al voltant del centre de masses del sistema que es troba fora de la superfície de Plutó.

- Òrbites dels cometes: Els cometes són els únics cossos naturals que presenten tots tres tipus d'òrbita, el·líptica, quasi-parabòlica i hiperbòlica. La inclinació i excentricitat poden ser de tota classe, existint cometes en òrbites retrògrades, perpendiculars o properes a l'eclíptica, molt i poc excèntriques, etc. La majoria presenta, emperò, òrbites el·líptiques, molt excèntriques i de llarg període. Tradicionalment, es distingeixen dues poblacions entre els cometes en òrbita el·líptica:
  - Cometes de període curt: Són cossos que completen una revolució al voltant del sol en menys de 200 anys. Es creu que són originaris del cinturó de Kuiper i que han adquirit òrbites fortament el·líptiques degut a algun tipus de pertorbació. El cometa de Halley és el representant més conegut d'aquest grup de cometes, amb un període de 76 anys.
  - Cometes de període llarg: Són cometes amb un període orbital de més de 200 anys. Es creu que són cossos del núvol d'Oort que, degut a algun tipus de pertorbació, han adquirit òrbites que els precipiten al sistema solar interior. Un representant d'aquest grup és el cometa Hale-Bopp (període de 2380 anys aprox.), conegut per la seva aproximació de 1997, una de les més espectaculars dels temps recents.

Les òrbites dels cometes són unes de les més impredictibles dels cossos naturals. Això és degut al fet que la seva forta excentricitat els fa creuar les òrbites dels planetes majors, permetent així la possibilitat que tinguin encontres propers amb aquests. Quan això passa, els elements orbitals del cometa poden canviar considerablement (fins i tot canviant el tipus d'òrbita en la que es troba). Això es fa palès en el fet que un cert nombre de cometes han estat perduts i redescoberts dècades després perquè un encontre proper amb algun planeta n'ha canviat completament l'òrbita.
Els pocs cometes coneguts amb òrbita hiperbòlica constitueixen un cas excepcional, ja que no es troben lligats gravitacionalment amb el Sol i, en conseqüència, no formen part del sistema solar. El consens general, emperò, és que no són cossos d'origen extrasolar. Es tractaria de cometes ordinaris que han estat pertorbats fortament per un encontre proper amb un planeta gegant, convertint la seva òrbita d'el·líptica a hiperbòlica.

## Òrbites dels cossos artificials
Els diversos enginys que l'home llença a l'espai segueixen òrbites variades i complexes. Aquestes òrbites s'escullen i es planifiquen amb molta cura perquè el satèl·lit o sonda artificial pugui complir la seva missió. De fet, l'òrbita de l'enginy és un dels paràmetres més importants que determina alhora la utilitat i la dificultat d'una missió espacial. Una diferència important respecte als cossos naturals és que els cossos artificials poden canviar activament la seva òrbita o contrarestar les pertorbacions orbitals gràcies als diversos sistemes de propulsió dels quals disposen.
Des del punt de vista de l'òrbita, existeixen dos grans grups de cossos artificials a l'espai: els cossos artificials que orbiten al voltant de la Terra (anomenats satèl·lits artificials o simplement satèl·lits) i els que orbiten altres cossos del sistema solar (anomenats sondes artificials). Les diferències respecte a les òrbites que segueixen són significatives:
- Els satèl·lits artificials que orbiten la Terra ho fan en òrbites el·líptiques generalment quasi-circulars que són intrínsecament necessàries per acomplir la missió que tenen assignada. Per exemple, un satèl·lit de difusió de televisió cal que es trobi en una òrbita geoestacionària perquè les antenes puguin rebre el senyal, un satèl·lit d'observació cal que estigui en òrbita polar per poder observar tota la Terra, etc. L'òrbita d'un satèl·lit artificial pateix pocs canvis al llarg de la seva vida útil. En general és el mateix coet llançador que el posa a la seva òrbita definitiva o en una òrbita propera. Després d'això, el satèl·lit es limita corregir l'efecte de les pertorbacions orbitals per mantenir-se a l'òrbita desitjada. En la majoria de casos, a la fi de la seva vida útil el satèl·lit resta en una òrbita de la qual derivarà lentament a causa de les diverses pertorbacions. Darrerament, el problema creixent de la deixalla espacial fa que es tendeixi a efectuar una operació de sortida de l'òrbita perquè aquesta pugui ser utilitzada per altres satèl·lits en el futur.
- Les sondes artificials tenen una capacitat per canviar d'òrbita molt més gran que els satèl·lits artificials, cosa que els permet de realitzar autèntics viatges interplanetaris a través del sistema solar. Per traslladar-se des del seu punt de partida (la Terra) fins a la seva destinació es veuen obligades a realitzar un nombre important de canvis d'òrbita. Per exemple, una sonda amb destinació a Mart realitza el viatge seguint quatre etapes amb tipus d'òrbita diferents:

1. Fase de sortida de la influència terrestre: El llançador deixa la sonda en una òrbita terrestre hiperbòlica que li permet sortir del camp gravitatori terrestre.
2. Fase heliocèntrica: Un cop alliberada de la influència terrestre, la sonda segueix naturalment una òrbita al voltant del Sol que la porta fins a la rodalia de la seva destinació (Mart en aquest exemple).
3. Fase d'arribada a Mart: L'òrbita heliocèntrica es converteix naturalment a la rodalia de Mart en una òrbita hiperbòlica al voltant d'aquest planeta.
4. Fase de captura: Prop del periastre de l'òrbita hiperbòlica al voltant de Mart la sonda utilitza el seu sistema de propulsió per frenar i convertir l'òrbita en el·líptica. D'aquesta manera quedarà lligada permanentment al planeta i podrà dur a terme la seva missió.

En tot moment durant les quatre fases la sonda realitza correccions de l'òrbita per evitar l'efecte de les pertorbacions i ajustar l'òrbita d'una manera controlada.
Aquest exemple és significatiu per la majoria de sondes interplanetàries, però existeixen moltes variacions. Per exemple, moltes sondes no realitzen la fase de captura al voltant de la seva destinació, de manera que només poden transmetre informació durant el breu i únic encontre proporcionat per l'òrbita hiperbòlica de la fase d'arribada. La fase heliocèntrica pot ser al seu torn molt llarga i complicada, utilitzant un cert nombre de vegades la tècnica de l'assistència gravitacional per arribar a la destinació. Aquesta tècnica consisteix a utilitzar de forma controlada la pertorbació orbital induïda per l'encontre proper amb un planeta "intermediari", de manera a canviar l'òrbita sense haver d'utilitzar el combustible de la sonda.
Cal mencionar en aquest apartat un cert nombre de sondes interplanetàries que, gràcies a l'assistència gravitacional del planeta Júpiter, han assolit una òrbita hiperbòlica al voltant del Sol, cosa que les convertirà en els primers objectes fabricats per l'home que deixaran el sistema solar. Es tracta de les sondes americanes Pioneer 10 i 11, i Voyager 1 i 2.